# Atelothrus cheloniceps
Atelothrus cheloniceps är en skalbaggsart som beskrevs av Perkins 1917. Atelothrus cheloniceps ingår i släktet Atelothrus och familjen jordlöpare. Inga underarter finns listade i Catalogue of Life.